# باردیگ
باردیگ (به فرانسوی: Bardigues) یک کمون (فرانسه) در فرانسه است که در canton of Auvillar واقع شده‌است. باردیگ ۱۱٫۶۷ کیلومتر مربع مساحت دارد ۱۶۰ متر بالاتر از سطح دریا واقع شده‌است.